# Anta dos Pombais
Die auf einem Hügel gelegene Anta dos Pombais, auch Anta do Pombal genannt, ist eine Megalithanlage etwa 2,3 km nördlich Castelo de Vide, in der Gemeinde (portugiesisch Freguesia)  Santa Maria da Devesa im Kreis (portugiesisch Concelho) Castelo de Vide, Distrikt Portalegre im nordöstlichen Alentejo.
Anta, Mámoa, Dolmen, Orca und Lapa sind die in Portugal geläufigen Bezeichnungen für die ungefähr 5000 Megalithanlagen, die während des Neolithikums im Westen der Iberischen Halbinsel von den Nachfolgern der Cardial- oder Impressokultur errichtet wurden.

## Denkmalpflege
1867–1868 wurde die Anlage durch Pereira da Costa untersucht und publiziert und 1910 als Monumento Nacional eingetragen und geschützt.
In der Zeit vor der Unterschutzstellung wurde die Anta als landwirtschaftliches Gebäude, vermutlich zeitweise auch als Kapelle, genutzt. Diese Nutzung führte einerseits zu einer Zerstörung der vorhandenen Funde und Befunde im Bodenbereich, andererseits bewahrten die an und zwischen die Tragsteine gezogenen Mauern die Grabkammer vor dem Einsturz. Heute handelt es sich, ungeachtet der Veränderung durch die neuzeitliche Nutzung, um eine der am besten erhaltenen Antas der Region.
Die Anlage liegt auf Privatbesitz, ist aber für die Öffentlichkeit zugänglich und über den Rundweg PR 2 Torrinha (portugiesisch Percursos pedestres) der Cidade Castelo de Vide, an dem auch die Anten Anta do Pincho und Anta da Casa dos Galhardos liegen, touristisch erschlossen.

## Befund
Die polygonale Grabkammer mit einem Durchmesser von etwa 3,4 m wird durch sieben Tragsteine (Orthostaten) aus Granit gebildet und ist mit einem großen, weit überkragenden Deckstein geschlossen. Fünf der ehemals sieben unregelmäßig viereckigen Tragsteine sind noch in situ vorhanden. Ebenfalls in situ erhalten ist der Deckstein, der die ungefähr 3,8 m hohe Grabkammer nach oben abschließt.
Bisher ergaben sich weder Hinweise auf einen Korridor noch auf eine Überhügelung (Mámoa) des Grabes. Auch im Zuge der Säuberungs- und Inventarisierungsarbeiten 2010 konnten keine entsprechenden Befunde beobachtet werden, doch erlaubt erst eine moderne archäologische Untersuchung der Anta und ihrer Umgebung eine abschließende Beurteilung.

## Funde
Über eventuelle Funde der Grabung von 1867 bis 1868 liegen keine Informationen vor.